# ГАЗ-64
ГАЗ-64 е съветски четириколесен военен автомобил. Той е заместник на предшестващия го ГАЗ-61. Реконструкцията на автомобила е направена в кратък период от време (3 февруари - 25 март 1941 г.) под ръководството на съветския инженер Виталий Грачев. Произведени са само 646 бройки от автомобила в периода 1941 - 1942 г. Джипът е последван от по-известните ГАЗ-67 ГАЗ-67Б.
ГАЗ-64 и ГАЗ-67 използват основата на бронираната кола БА-64.